# 肠胃蝇
肠胃蝇（学名：Gasterophilus intestinalis），也称马蝇（英語：Horse bot fly），是肤蝇科的一种昆虫，在世界范围内都有发现。具有大黄蜂外观的成虫在夏季非常活跃。主要是马、骡和驴的寄生虫。

## 生命周期
雌肠胃蝇将其每个卵的个体粘在马、骡和驴的前肢和肩部的毛发上。每只雌性最多产下 1000 个卵。为了孵化，卵必须被宿主动物舔舐。如果宿主在梳理毛发的过程中被带入口中，卵会在宿主口中孵化。否则，第一龄幼虫会迁移到宿主口中。幼虫在舌组织中发育，在距离表皮 1.5 毫米以内的隧道中发育。第二龄幼虫被吞食并进入宿主的胃，并附着在胃的非腺体区域。在成熟为第三龄幼虫之前，幼虫在胃中停留8至10个月。 春季，第三龄幼虫随粪便排出宿主。化蛹在土壤中持续 3-5 周，直到成虫出现。成虫在夏季只活跃几周，并且缺乏功能性口器，只能活很短的时间。

## 对宿主的影响
临床症状在宿主动物中并不常见。宿主胃中有大量肠胃蝇幼虫寄生时会导致胃部疼痛，在极少情况下，非常大数量的幼虫可能会导致从胃到十二指肠的流出物阻塞。肠胃蝇幼虫通常是在内窥镜检查宿主的胃时偶然发现的。宿生被肠胃蝇寄生的唯一迹象是在宿主的粪便中发现幼虫。对宿主的主要影响是肠胃蝇成虫在试图产卵时反复落在腿上时造成滋扰。